# Карроллтаун (Пенсільванія)
Карроллтаун (англ. Carrolltown) — місто (англ. borough) в США, в окрузі Кембрія штату Пенсільванія. Населення — 1051 особа (2020).

## Географія
Карроллтаун розташований за координатами 40°36′17″ пн. ш. 78°42′26″ зх. д. / 40.60472° пн. ш. 78.70722° зх. д. (40.604772, -78.707211).  За даними Бюро перепису населення США в 2010 році місто мало площу 1,79 км², уся площа — суходіл.

## Демографія
Згідно з переписом 2010 року, у селищі мешкали 853 особи в 356 домогосподарствах у складі 244 родин. Густота населення становила 476 осіб/км².  Було 391 помешкання (218/км²).
Расовий склад населення:
| - 98,8 % — білих - 0,2 % — чорних або афроамериканців |

До двох чи більше рас належало 0,9 %. Частка іспаномовних становила 0,5 % від усіх жителів.
За віковим діапазоном населення розподілялося таким чином: 23,0 % — особи молодші 18 років, 58,4 % — особи у віці 18—64 років, 18,6 % — особи у віці 65 років та старші. Медіана віку мешканця становила 45,3 року. На 100 осіб жіночої статі у селищі припадало 95,2 чоловіків;  на 100 жінок у віці від 18 років та старших — 99,7 чоловіків також старших 18 років.
Середній дохід на одне домашнє господарство  становив 53 119 доларів США (медіана — 47 614), а середній дохід на одну сім'ю — 63 525 доларів (медіана — 60 536). Медіана доходів становила 49 375 доларів для чоловіків та 34 375 доларів для жінок. За межею бідності перебувало 10,5 % осіб, у тому числі 10,8 % дітей у віці до 18 років та 10,0 % осіб у віці 65 років та старших.
Цивільне працевлаштоване населення становило 412 осіб. Основні галузі зайнятості: освіта, охорона здоров'я та соціальна допомога — 25,0 %, будівництво — 10,9 %, роздрібна торгівля — 10,4 %.